# Spirometra mansonoides
Espèce
Spirometra mansonoides ou Diphyllobothrium mansonoides est une espèce de cestode endémique de l'Amérique. Ce parasite peut infecter l'être humain : c'est la sparganose. Ce ver infecte également d'autres mammifères comme le puma ou le Guigna.
Ce ver est similaire à Diphyllobothrium latum et Spirometra erinacei. Des analyses génétiques entre Spirometra erinacei et Spirometra mansonoides ont montré qu'il s'agit de deux espèces distinctes, bien que très étroitement apparentées.